# Temporada da DBL de 2018–19
A Temporada da DBL de 2018–19 foi a 59ª edição da competição de elite do basquetebol dos Países Baixos, tendo o Donar Groninga como defensor do título neerlandês.

## Equipes participantes
Em 3 de maio de 2018, A DBL anunciou oficialmente o Dutch Windmills como equipe debutante na temporada. Forward Lease Rotterdam mudou sua denominação para Feyenoord Basketball, representando o clube multi-esportivo Feyenoord de Roterdão.
| Clube                           | Cidade           | Arena                    | Capacidade |
| ------------------------------- | ---------------- | ------------------------ | ---------- |
| Apollo Amsterdam                | Amesterdão       | Apollohal                | 1 500      |
| New Heroes Basketball Den Bosch | 's-Hertogenbosch | Maaspoort                | 2 800      |
| Donar                           | Groninga         | Martiniplaza             | 4 500      |
| Challenge Sports Rotterdam      | Roterdão         | Topsportcentrum          | 1 000      |
| Aris Leeuwarden                 | Leeuwarden       | Kalverdijkje             | 1 700      |
| Zorg en Zekerheid Leiden        | Leiden           | Vijf Meihal              | 2 000      |
| BAL Limburgo                    | Limburgo         | Sporthal Boshoven        |            |
| Landstede                       | Zwolle           | Landstede Sportcentrum   | 1 200      |
| Den Helder Suns                 | Den Helder       | Sporthal Sportlaan       | 1 500      |
| Dutch Windmills                 | Dordrecht        | Sportboulevard Dordrecht | 1 100      |

## Temporada Regular

### Tabela de Classificação
| Pos. | Clube                           | J  | V  | D  | Pts. | Classificação |
| ---- | ------------------------------- | -- | -- | -- | ---- | ------------- |
| 1    | Zorg en Zekerheid Leiden        | 34 | 31 | 3  | 62   | Playoffs      |
| 2    | Landstede                       | 34 | 28 | 6  | 56   | Playoffs      |
| 3    | New Heroes Basketball Den Bosch | 34 | 26 | 8  | 52   | Playoffs      |
| 4    | Donar                           | 34 | 22 | 12 | 44   | Playoffs      |
| 5    | Den Helder Suns                 | 34 | 12 | 22 | 24   | Playoffs      |
| 6    | Apollo Amsterdam                | 34 | 10 | 24 | 20   | Playoffs      |
| 7    | Aris Leeuwarden                 | 34 | 9  | 25 | 18   | Playoffs      |
| 8    | Feyenoord Basketball            | 34 | 9  | 25 | 18   | Playoffs      |
| 9    | BAL                             | 34 | 5  | 29 | 10   |               |
| 10   | Dutch Windmills                 | 18 | 10 | 8  | 20   |               |

|  |                            |
|  | Classificados aos playoffs |

### Rodadas 1 a 18
| Casa\Visitante                  | AMS    | DEN    | DON    | FEY   | LEE   | LEI   | LIM    | ZWO    | HEL    | DUT   |
| ------------------------------- | ------ | ------ | ------ | ----- | ----- | ----- | ------ | ------ | ------ | ----- |
| Apollo Amsterdam                |        | 63-106 | 73-85  | 91-89 | 94-80 | 61-93 | 91-71  | 60-91  | 85-91  | 81-95 |
| New Heroes Basketball Den Bosch | 87-63  |        | 73-65  | 86-57 | 97-67 | 83-91 | 80-39  | 71-65  | 91-70  | 77-46 |
| Donar                           | 86-55  | 80-75  |        | 90-59 | 91-57 |       | 90-53  | 84-90  | 110-83 | 68-69 |
| Feyenord Basketball             | 67-52  | 64-76  | 77-79  |       | 83-72 | 80-91 | 68-70  | 77-89  | 74-77  | 60-77 |
| Aris Leeuwarden                 | 77-65  | 73-84  | 60-97  | 90-79 |       | 81-95 | 75-69  | 59-105 | 88-85  | 74-80 |
| Zorg en Zekerheid Leiden        | 93-72  | 83-77  | 72-67  | 88-64 | 96-75 |       | 100-73 | 82-87  | 97-76  | 91-66 |
| BAL Limburgo                    | 91-78  | 49-80  | 60-105 | 71-89 | 82-54 | 65-82 |        | 71-91  | 91-102 | 64-78 |
| Landstede                       | 100-73 | 67-74  | 88-81  | 85-48 | 82-54 | 71-81 | 84-69  |        | 89-54  | 76-49 |
| Den Helder Suns                 | 77-68  | 55-88  | 73-91  | 76-67 | 67-68 | 73-78 | 67-80  | 67-80  |        | 55-76 |
| Dutch Windmills                 | 71-69  | 59-81  | 75-76  | 60-69 | 78-73 | 73-79 | 70-52  | 64-78  | 73-46  |       |

### Rodadas 19 a 36
| Casa\Visitante                  | AMS    | DEN   | GRO    | FEY    | LEE    | LEI   | LIM    | ZWO   | HEL   | WIN   |
| ------------------------------- | ------ | ----- | ------ | ------ | ------ | ----- | ------ | ----- | ----- | ----- |
| Apollo Amsterdam                |        | 85-79 | 58-72  | 89-78  | 88-59  | 83-91 | 80-60  | 63-87 | 92-80 | 59-71 |
| New Heroes Basketball Den Bosch | 87-72  |       | 67-96  | 104-72 | 79-59  | 65-74 | 89-72  | 71-65 | 97-81 | 74-69 |
| Donar Groninga                  | 101-57 | 82-80 |        | 111-72 | 91-57  | 71-73 | 101-67 | 56-78 | 96-63 | 68-69 |
| Feyenord Basketball             | 78-56  | 60-74 | 66-82  |        | 57-103 | 58-97 | 68-70  | 75-66 | 72-69 | 76-74 |
| Aris Leeuwarden                 | 70-78  | 73-84 | 65-60  | 90-79  |        | 69-92 | 72-53  | 71-78 | 62-93 | 73-75 |
| Zorg en Zekerheid Leiden        | 89-58  | 72-67 | 83-77  | 92-68  | 91-64  |       | 103-84 | 79-82 | 97-76 | 97-74 |
| BAL Limburgo                    | 68-75  | 71-79 | 60-78  | 85-72  | 79-65  | 55-97 |        | 64-94 | 64-78 | 74-82 |
| Landstede Zwolle                | 104-59 | 76-69 | 101-96 | 90-64  | 88-87  | 71-81 | 84-69  |       | 92-57 | 83-93 |
| Den Helder Suns                 | 77-68  | 76-87 | 67-96  | 80-69  | 76-66  | 57-68 | 95-64  | 44-76 |       | 75-83 |
| Dutch Windmills                 | 71-69  | 59-81 | 88-59  |        |        |       | 96-57  | 77-74 | 75-83 |       |

## Playoffs

### Confrontos
|  | Quartas-de-final | Quartas-de-final                | Quartas-de-final                |                  |                          | Semifinais | Semifinais | Semifinais |  |  | Final | Final          | Final |
|  |                  |                                 |                                 |                  |                          |            |            |            |  |  |       |                |       |
|  |                  | Zorg en Zekerheid Leiden        | 2                               |                  |                          |            |            |            |  |  |       |                |       |
|  |                  | Feyenord Basketball             | 0                               |                  |                          |            |            |            |  |  |       |                |       |
|  |                  | Feyenord Basketball             | 0                               |                  | Zorg en Zekerheid Leiden | 0          |            |            |  |  |       |                |       |
|  |                  |                                 |                                 |                  | Zorg en Zekerheid Leiden | 0          |            |            |  |  |       |                |       |
|  |                  |                                 | Donar Groninga                  | 3                |                          |            |            |            |  |  |       |                |       |
|  |                  | Donar Groninga                  | Donar Groninga                  | 3                | 2                        |            |            |            |  |  |       |                |       |
|  |                  | Donar Groninga                  |                                 |                  | 2                        |            |            |            |  |  |       |                |       |
|  |                  | Den Helder Suns                 | 0                               |                  |                          |            |            |            |  |  |       |                |       |
|  |                  |                                 |                                 |                  |                          |            |            |            |  |  |       | Donar Groninga | 2     |
|  |                  |                                 |                                 | Landstede Zwolle | 4                        |            |            |            |  |  |       |                |       |
|  |                  | Landstede Zwolle                | 2                               |                  |                          |            |            |            |  |  |       |                |       |
|  |                  | Aris Leeuwarden                 | 0                               |                  |                          |            |            |            |  |  |       |                |       |
|  |                  | Aris Leeuwarden                 | 0                               |                  | Landstede Zwolle         | 3          |            |            |  |  |       |                |       |
|  |                  |                                 |                                 |                  | Landstede Zwolle         | 3          |            |            |  |  |       |                |       |
|  |                  |                                 | New Heroes Basketball Den Bosch | 1                |                          |            |            |            |  |  |       |                |       |
|  |                  | New Heroes Basketball Den Bosch | New Heroes Basketball Den Bosch | 1                | 2                        |            |            |            |  |  |       |                |       |
|  |                  | New Heroes Basketball Den Bosch |                                 |                  | 2                        |            |            |            |  |  |       |                |       |
|  |                  | Apollo Amsterdam                | 0                               |                  |                          |            |            |            |  |  |       |                |       |

#### Quartas de final
| Time 1                          | Série | Time 2              | 1º Jogo  | 2º Jogo  | 3º Jogo |
| ------------------------------- | ----- | ------------------- | -------- | -------- | ------- |
| Zorg en Zekerheid Leiden        | 2 - 0 | Feyenord Basketball | 96 - 72  | 103 - 68 |         |
| Donar                           | 2 - 0 | Den Helder Suns     | 102 - 52 | 75 - 69  |         |
| Landstede                       | 2 - 0 | Aris Leeuwarden     | 92 - 70  | 100 - 72 |         |
| New Heroes Basketball Den Bosch | 2 - 0 | Apollo Amsterdam    | 88 - 59  | 94 - 62  |         |

#### Semifinal
| Time 1                   | Série | Time 2                          | 1º Jogo | 2º Jogo | 3º Jogo | 4º Jogo | 5º Jogo |
| ------------------------ | ----- | ------------------------------- | ------- | ------- | ------- | ------- | ------- |
| Zorg en Zekerheid Leiden | 0 - 3 | Donar                           | 76 - 77 | 71 - 84 | 63 - 93 |         |         |
| Landstede                | 1 - 3 | New Heroes Basketball Den Bosch | 63 - 89 | 75 - 67 | 76 - 68 | 75 - 74 |         |

#### Final
| Time 1 | Série | Time 2    | 1º Jogo | 2º Jogo | 3º Jogo | 4º Jogo | 5º Jogo | 6º Jogo | 7º Jogo |
| ------ | ----- | --------- | ------- | ------- | ------- | ------- | ------- | ------- | ------- |
| Donar  | 2 - 4 | Landstede | 72 - 69 | 53 - 62 | 70 - 84 | 88 - 82 | 53 - 85 | 71 - 78 |         |

## Campeões
| DBL 2018-19 Campeões       |
| -------------------------- |
| Landstede Zwolle 1º Título |